# Whistler's Father
«Whistler's Father» (укр. «Батько свистунки») — третя серія двадцять дев'ятого сезону мультсеріалу «Сімпсони», прем'єра якої відбулась 15 жовтня 2017 року у США на телеканалі «Fox».

## Сюжет
Мардж йде на вечір разом з Луан ван Гутен, Берніс Хібберт та Гелен Лавджой, і просить Гомера подбати про Меґґі. Несподівано Гомер виявляє, що у Меґґі талант до свистіння. Гомер починає мріяти використовувати Меґґі, щоб самому стати відомим.
Тим часом жінки під керівництвом Гелен критикують смак Мардж у дизайні інтер'єру. Мардж замислюється над її смаком і вирішує прикрасити кімнату очікування Спрінґфілдської початкової школи. Сім'я Гіббертів змінює свою думку щодо стилю Мардж. Однак, Гелен це не переконує, допоки не з'являється Жирний Тоні і не пропонує їй прикрасити старе приміщення пошти, яке він викупив.
У таверні Мо Гомер намагався обдурити хлопців «своїм» неперевершеним свистінням. Однак, дід Сімпсон розкриває його хитрість. Ейб розповідає історію про те, що у дитинстві теж мав такий талант, який раптово зник під час одного з виступів. Він і просить Гомера зробити Меґґі такою ж популярною, як і він колись. Вони привозять Меґґі у зоопарк Спрінґфілдський зоопарк, щоб навчити її новим свистячим звукам, де Барт розчаровується, що він — єдина дитина у сім'ї, який не має таланту.
Згодом, Гомер з Ейбом відводять Меґґі на «6 канал», де проходить шоу «Hot Shot Tots Springfield Audition» (укр. «Умілі карапузи. Спрінґфілдське відділення»). Гомер дізнається, як насправді працює шоу-бізнес, і намагається переконати Меґґі зупинитися, але вона відмовляється. Під час виступу у Меґґі перед публікою починає рости зуб, через що вона вже не може свистіти.
Тим часом Мардж купує необхідні речі для зміни поштового відділення. Однак, вона виявляє, що Товстий Тоні перетворює його на бордель, про що дізнаються недорозичливиці Мардж. Мардж переконує Жирного Тоні закрити бордель, бо раніше у його матері була скринька на цій пошті і у скриньці досі зберігся лист від Папи Римського.
Повернувшись додому, Гомер вкладає Меґґі спати і просить її приховати будь-які інші таланти. Коли він йде, дівчинка витягає гарну чорно-білу картину Гомера…
У ліжку Гомер і Мардж розкривають секрети, які вони тримали один від одного. Незабаром після цього Гомер з'ясовує, що Мардж розпускає його штани, через що плаче, що він вже не такий худий.

## Виробництво
Це остання серія, над якою працював давній композитор «Сімпсонів» Альф Клаузен перед його звільненням.

## Ставлення критиків і глядачів
Під час прем'єри серію переглянули 2.91 млн осіб з рейтингом 1.3, що зробило її найпопулярнішим шоу на каналі «Fox» тієї ночі.
Денніс Перкінс з «The A.V. Club» дав серії оцінку C-, сказавши, що серія — «посередня у всіх значеннях».
Згідно з голосуванням на сайті The NoHomers Club більшість фанатів оцінили серію на 2/5 із середньою оцінкою 2,79/5.